# Басс, Роберт Мьюз
Роберт Мьюз Басс (англ. Robert Muse Bass) — американский миллиардер, бизнесмен и филантроп. В 2022 году его состояние оценивалось в 5,1 миллиардов долларов.

## Биография
Роберт Басс родился в 1948 году в Форт-Уэрте (штата Техас). Окончил Йельский университет (бакалавр) и Стэнфордскую высшую школу бизнеса (магистр).

## Благотворительность
- В 1996 году пожертвовал 10 млн. долларов на создание стипендиальной программы в Университете Дьюка.
- В 2001 году пожертвовал 10 млн. долларов Университету Дьюка на укрепление преподавания по программам бакалавриата.
- В 2004 году пожертвовал 13 млн. долларов на реконструкцию библиотеки в Йельском университете; библиотека была названа их именем.
- В 2005 году пожертвовал 30 млн. долларов Стэнфордской высшей школе бизнеса.
- В 2013 году пожертвовал 50 млн. долларов Университету Дьюка на программу междисциплинарного сотрудничества и исследований.

## Личная жизнь
Роберт Басс женат на Энн Т. Басс, у них 4 детей. Проживают в Форт-Уэрте (штат Техас). Есть дома в Нью-Йорке и Вашингтоне, а также дом в Маунт-Дезерте (штат Мэн). 